# Casa Van Wagenen
La Casa Van Wagenen, también conocida como Casa Apple Tree, está ubicada cerca de Bergen Square en Jersey City, Condado de Hudson, Nueva Jersey (Estados Unidos). La casa se agregó al Registro Nacional de Lugares Históricos el 16 de agosto de 2006.

## Historia
La casa fue construida en 1740. Se agregó una adición en la década de 1820. La casa pudo haber sido el lugar de una reunión entre George Washington y el marqués de Lafayette en 1779. El nombre Apple Tree House se le da a la casa debido a un antiguo huerto de manzanas y una prensa de sidra que se encontraban en la propiedad. La casa fue comprada por la familia Quinn y utilizada como funeraria durante varios años.
En 1996, la casa estaba en la lista de los 10 sitios históricos más amenazados de Preservation New Jersey. Jersey City City compró el edificio en 1999 por 450 000 dólares y ha estado trabajando para mejorar la condición del edificio. El Fideicomiso Histórico de Nueva Jersey otorgó a Jersey City una subvención en 2006 para la restauración de interiores y mejoras de accesibilidad. Jersey City planea usar la casa como museo. Las renovaciones interiores se completaron en 2014.
Una ceremonia anual de colocación de coronas se lleva a cabo en la casa cada Día del Presidente organizada por la Sociedad George Washington.
En 2021, la ciudad anunció sus intenciones de crear el Museo Histórico de Jersey City en el edificio.

## Galería

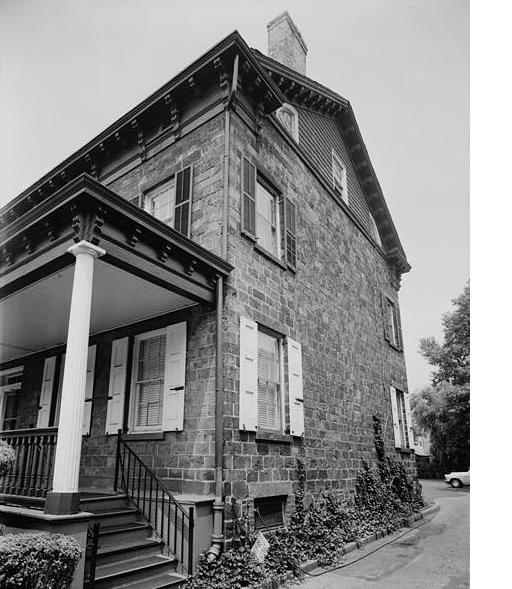
Vista lateral
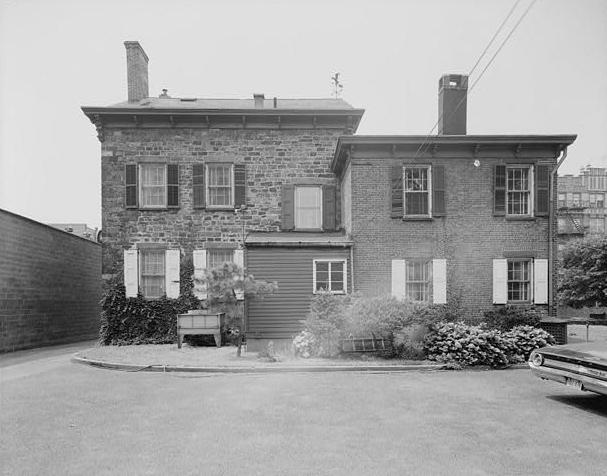
Vista trasera
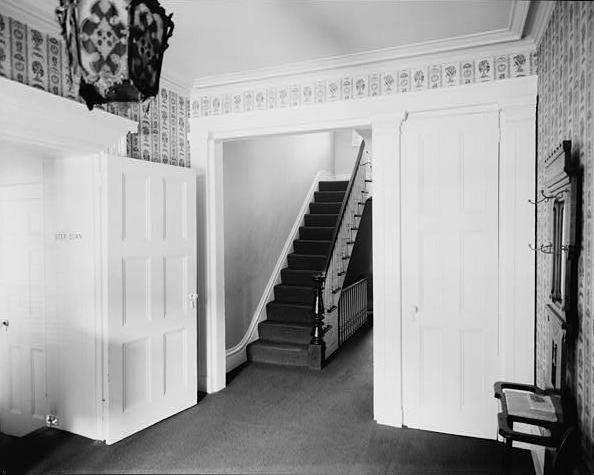
Pasillo del primer piso
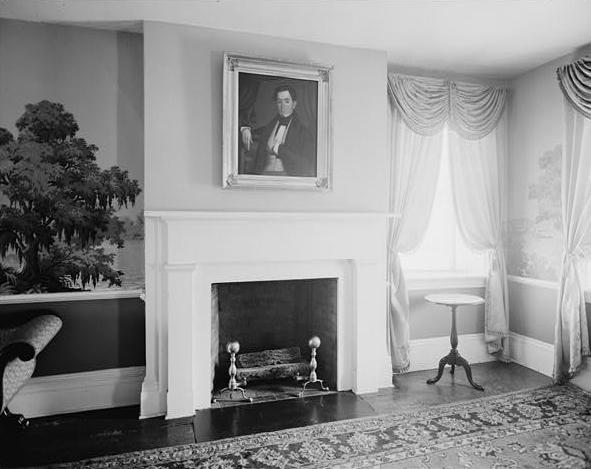
Salón delantero